# Leichtathletik-Weltmeisterschaften 2005/Stabhochsprung der Männer

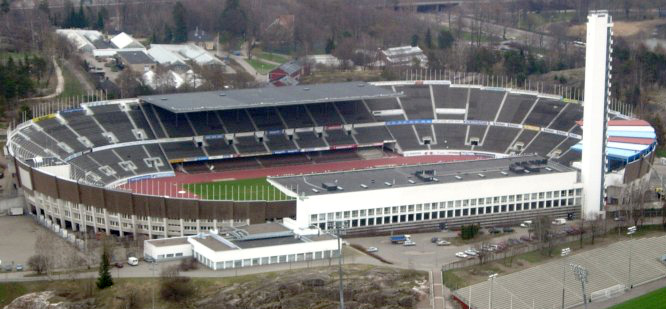
Das Olympiastadion in Helsinki im Mai 2005

Der Stabhochsprung der Männer bei den Leichtathletik-Weltmeisterschaften 2005 wurde am 9. und 11. August 2005 im Olympiastadion der finnischen Hauptstadt Helsinki ausgetragen.
Weltmeister wurde der Niederländer Rens Blom. Er gewann vor dem US-Amerikaner Brad Walker. Bronze ging an den Russen Pawel Gerassimow.

## Bestehende Rekorde
| Weltrekord               | 6,14 m | Serhij Bubka  | Sestriere, Italien          | 31. Juli 1994  |
| Weltmeisterschaftsrekord | 6,05 m | Dmitri Markov | WM 2001 in Edmonton, Kanada | 9. August 2001 |

Der bestehende WM-Rekord wurde bei diesen Weltmeisterschaften nicht eingestellt und nicht verbessert.

## Legende
Kurze Übersicht zur Bedeutung der Symbolik – so üblicherweise auch in sonstigen Veröffentlichungen verwendet:
| – | verzichtet   |
| o | übersprungen |
| x | ungültig     |

## Qualifikation
9. August 2005, 12:10 Uhr
27 Teilnehmer traten in zwei Gruppen zur Qualifikationsrunde an. Die Qualifikationshöhe für den direkten Finaleinzug betrug 5,60 m. Sechs Athleten übersprangen diese Marke (hellblau unterlegt). Das Finalfeld wurde mit den sechs nächstplatzierten Sportlern auf zwölf Wettbewerber aufgefüllt (hellgrün unterlegt). Sie hatten 5,45 m ohne jeden Fehlversuch in ihrer Serie gemeistert. Sechs weitere Teilnehmer, die ebenfalls 5,45 m übersprungen hatten, konnten aufgrund der Fehlversuchsregel nicht im Finale dabei sein.

### Gruppe A

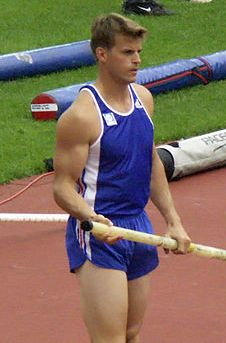
Jean Galfione, 1996 Olympiasieger und dreifacher Bronzemedaillengewinner (WM 1995/EM 1994/EM 1998) schied mit 5,45 m bei einem Fehlversuch über 5,30 m aus

| Platz | Name                | Nationalität        | Ergebnis (m) | 5,30 m | 5,45 m | 5,60 m |
| ----- | ------------------- | ------------------- | ------------ | ------ | ------ | ------ |
| 1     | Nick Hysong         | USA                 | 5,60 m       | –      | –      | o      |
| 2     | Igor Pavlov         | Russland            | 5,60 m       | xo     | xo     | o      |
| 3     | Tim Lobinger        | Deutschland         | 5,60 m       | –      | o      | xo     |
| 3     | Dmitri Markov       | Australien          | 5,60 m       | –      | –      | xo     |
| 3     | Patrik Kristiansson | Schweden            | 5,60 m       | –      | –      | xo     |
| 6     | Daichi Sawano       | Japan               | 5,45 m       | –      | o      | xxx    |
| 6     | Kevin Rans          | Belgien             | 5,45 m       | o      | o      | xxx    |
| 8     | Jean Galfione       | Frankreich          | 5,45 m       | xo     | o      | xxx    |
| 9     | Piotr Buciarski     | Dänemark            | 5,30 m       | xo     | xxx    |        |
| NM    | Leonid Andreyev     | Usbekistan          | ogV          | xxx    |        |        |
| NM    | Toby Stevenson      | USA                 | ogV          |        |        |        |
| NM    | Wladyslaw Rewenko   | Ukraine             | ogV          | –      | –      | xxx    |
| NM    | Liu Feiliang        | Volksrepublik China | ogV          | xxx    |        |        |

### Gruppe B

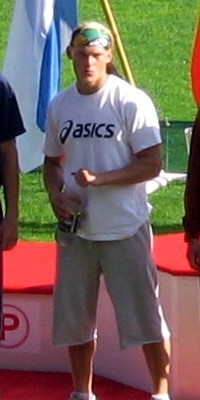
Matti Mononen Geteilter Rang elf mit 5,30 m
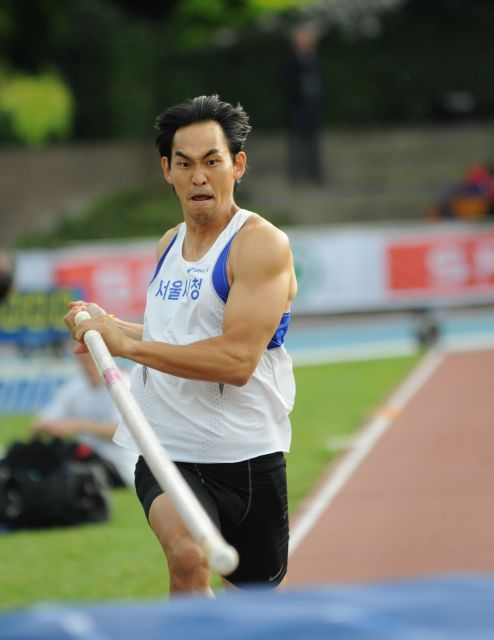
Kim Yoo-suk ohne gültigen Versuch
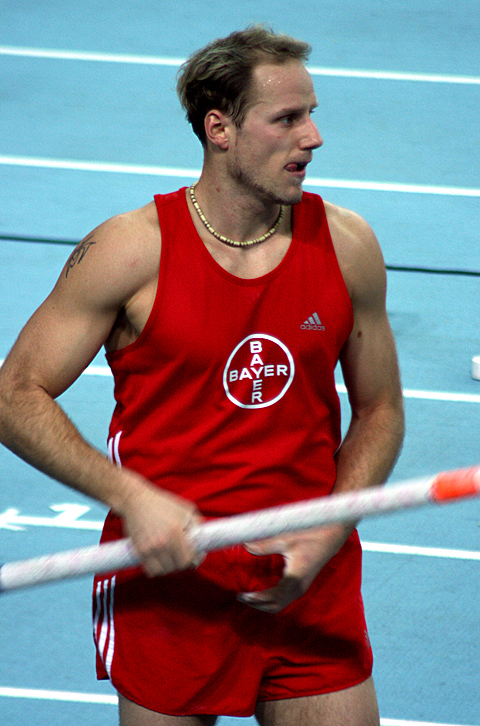
Lars Börgeling ohne gültigen Versuch

| Platz | Name                   | Nationalität | Ergebnis (m) | 5,30 m | 5,45 m | 5,60 m |
| ----- | ---------------------- | ------------ | ------------ | ------ | ------ | ------ |
| 1     | Pawel Gerassimow       | Russland     | 5,60 m       | –      | o      | xxo    |
| 2     | Giuseppe Gibilisco     | Italien      | 5,45 m       | –      | o      | xxx    |
| 2     | Danny Ecker            | Deutschland  | 5,45 m       | –      | o      | xxx    |
| 2     | Rens Blom              | Niederlande  | 5,45 m       | –      | o      | xxx    |
| 2     | Brad Walker            | USA          | 5,45 m       | –      | o      | xxx    |
| 6     | Konstadinos Filippidis | Griechenland | 5,45 m       | o      | xo     | xxx    |
| 6     | Damiel Dossévi         | Frankreich   | 5,45 m       | –      | xo     | xxx    |
| 8     | Giovanni Lanaro        | Mexiko       | 5,45 m       | xxo    | xo     | xxx    |
| 9     | Denys Jurtschenko      | Ukraine      | 5,45 m       | –      | xxo    | xxx    |
| 9     | Steven Hooker          | Australien   | 5,45 m       | –      | xxo    | xxx    |
| 11    | Jure Rovan             | Slowenien    | 5,30 m       | o      | xxx    |        |
| 11    | Matti Mononen          | Finnland     | 5,30 m       | o      | xxx    |        |
| NM    | Kim Yoo-suk            | Südkorea     | ogV          | xxx    |        |        |
| NM    | Lars Börgeling         | Deutschland  | ogV          | –      | xxx    |        |

In der Qualifikation aus Gruppe B ausgeschiedene Stabhochspringer:

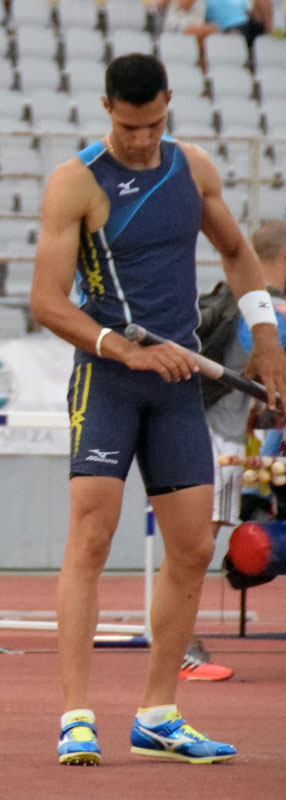
Konstadinos Filippidis Geteilter Rang sechs mit 5,45 m
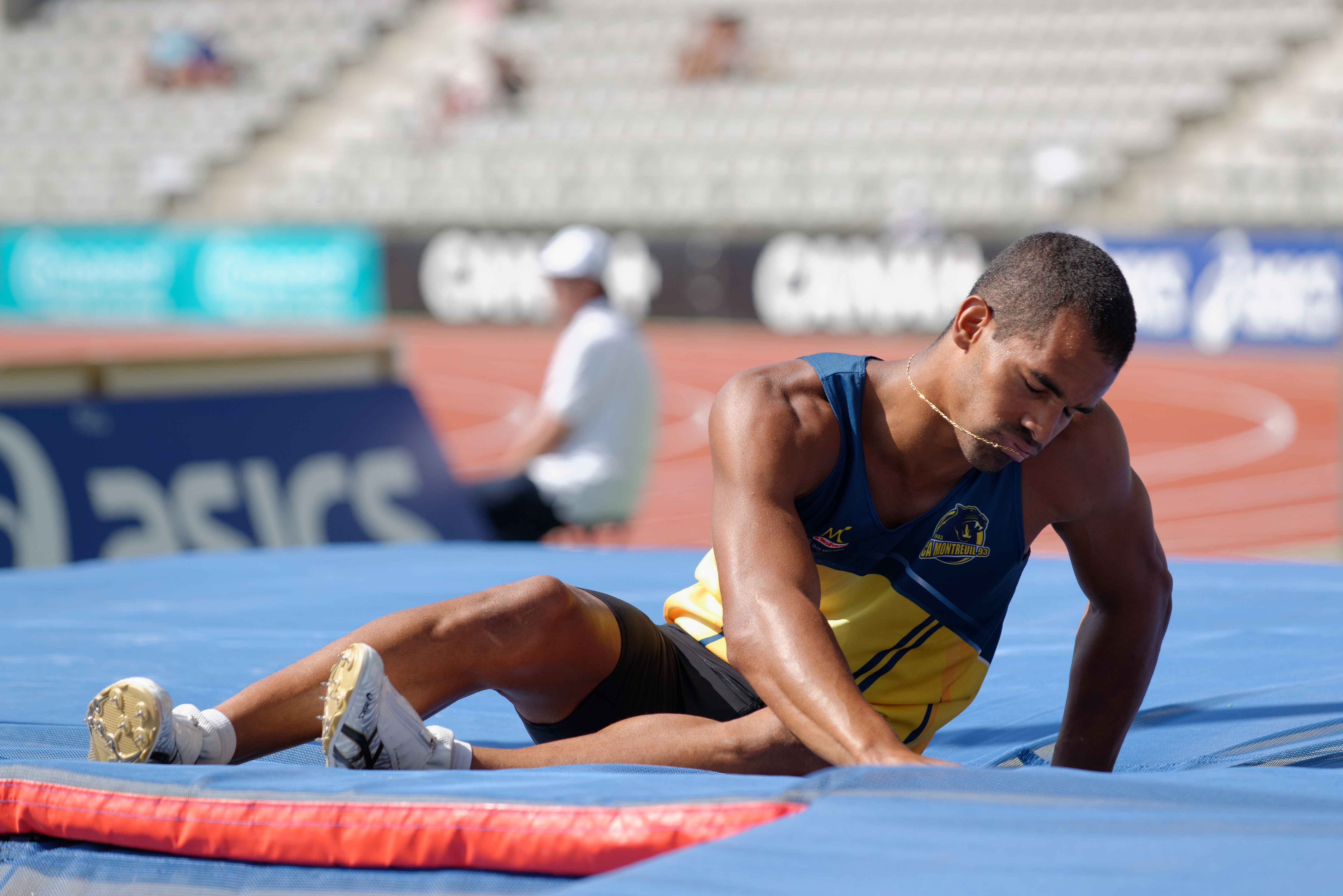
Damiel Dossévi Geteilter Rang sechs mit 5,45 m
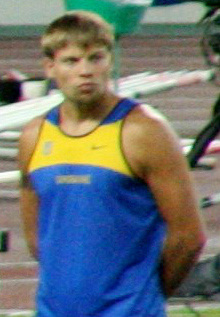
Denys Jurtschenko Geteilter Rang neun mit 5,45 m
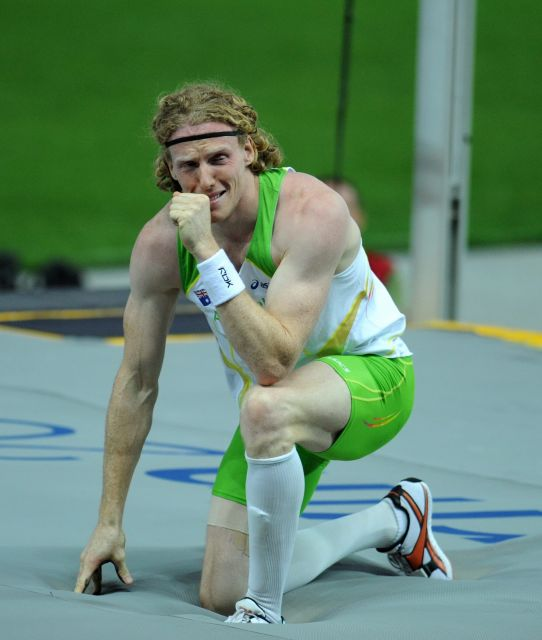
Steven Hooker Geteilter Rang neun mit 5,45 m

- Matti Mononen
Geteilter Rang elf mit 5,30 m
- Kim Yoo-suk
ohne gültigen Versuch
- Lars Börgeling
ohne gültigen Versuch

## Finale
11. August 2005, 18:35 Uhr
| Platz | Name                | Nationalität | Ergebnis (m) | 5,35 m | 5,50 m | 5,65 m | 5,75 m | 5,80 m | 5,85 m |
| ----- | ------------------- | ------------ | ------------ | ------ | ------ | ------ | ------ | ------ | ------ |
| 1     | Rens Blom           | Niederlande  | 5,80 m       | –      | xxo    | xo     | xo     | o      | x      |
| 2     | Brad Walker         | USA          | 5,75 m       | –      | xxo    | xo     | xo     | x–     | xx     |
| 3     | Pawel Gerassimow    | Russland     | 5,65 m       | –      | o      | xo     | xxx    |        |        |
| 4     | Igor Pawlow         | Russland     | 5,65 m       | –      | o      | xxo    | xxx    |        |        |
| 5     | Giuseppe Gibilisco  | Italien      | 5,50 m       | –      | o      | xxx    |        |        |        |
| 5     | Tim Lobinger        | Deutschland  | 5,50 m       | –      | o      | xxx    |        |        |        |
| 5     | Nick Hysong         | USA          | 5,50 m       | –      | o      | xxx    |        |        |        |
| 8     | Daichi Sawano       | Japan        | 5,50 m       | xo     | o      | xxx    |        |        |        |
| 9     | Patrik Kristiansson | Schweden     | 5,50 m       | –      | xxo    | xxx    |        |        |        |
| 10    | Kevin Rans          | Belgien      | 5,35 m       | o      | xxx    |        |        |        |        |
| NM    | Dmitri Markov       | Australien   | ogV          | –      | xxx    |        |        |        |        |
| NM    | Danny Ecker         | Deutschland  | ogV          | –      | xxx    |        |        |        |        |

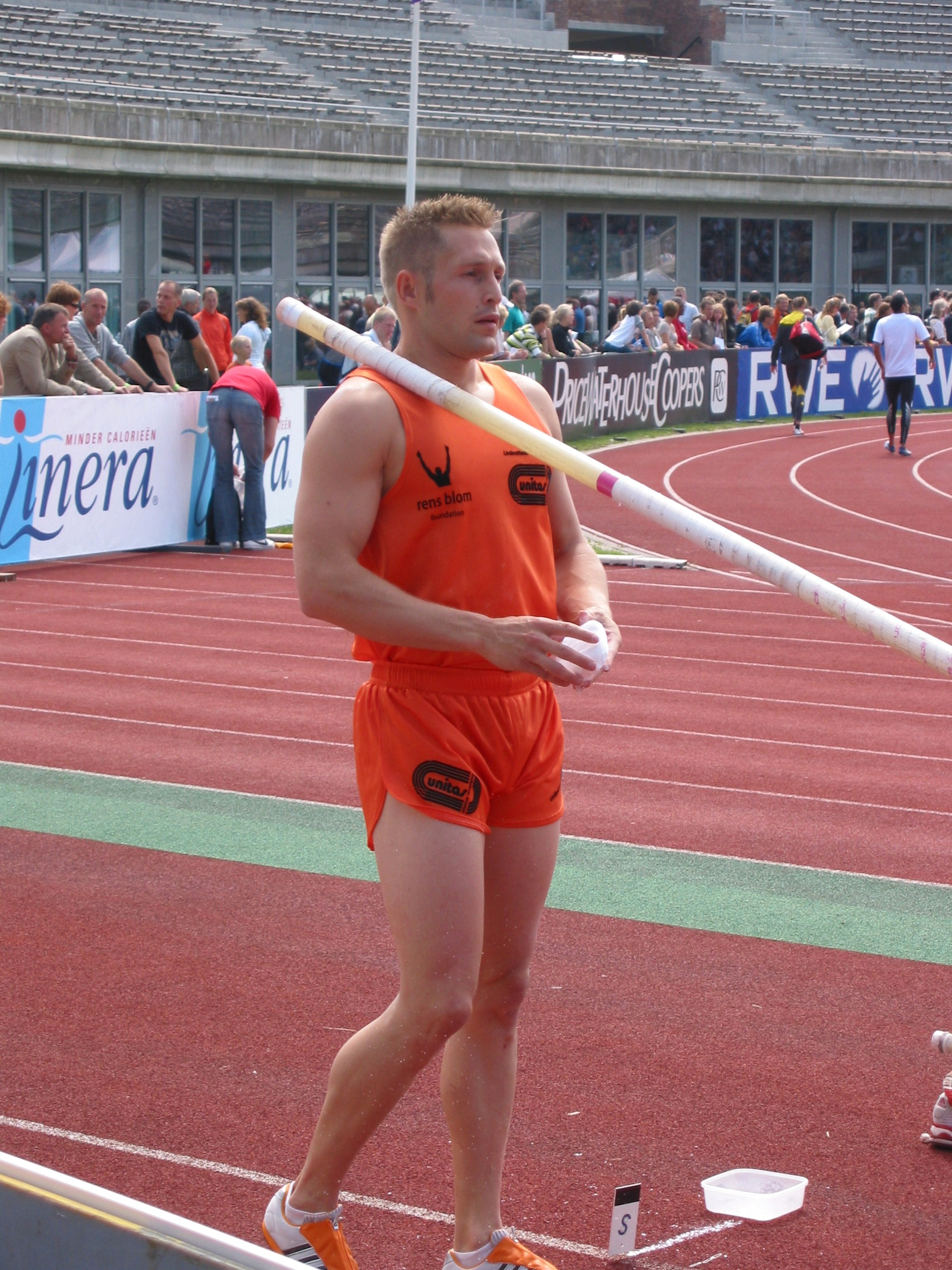
Weltmeister Rens Blom
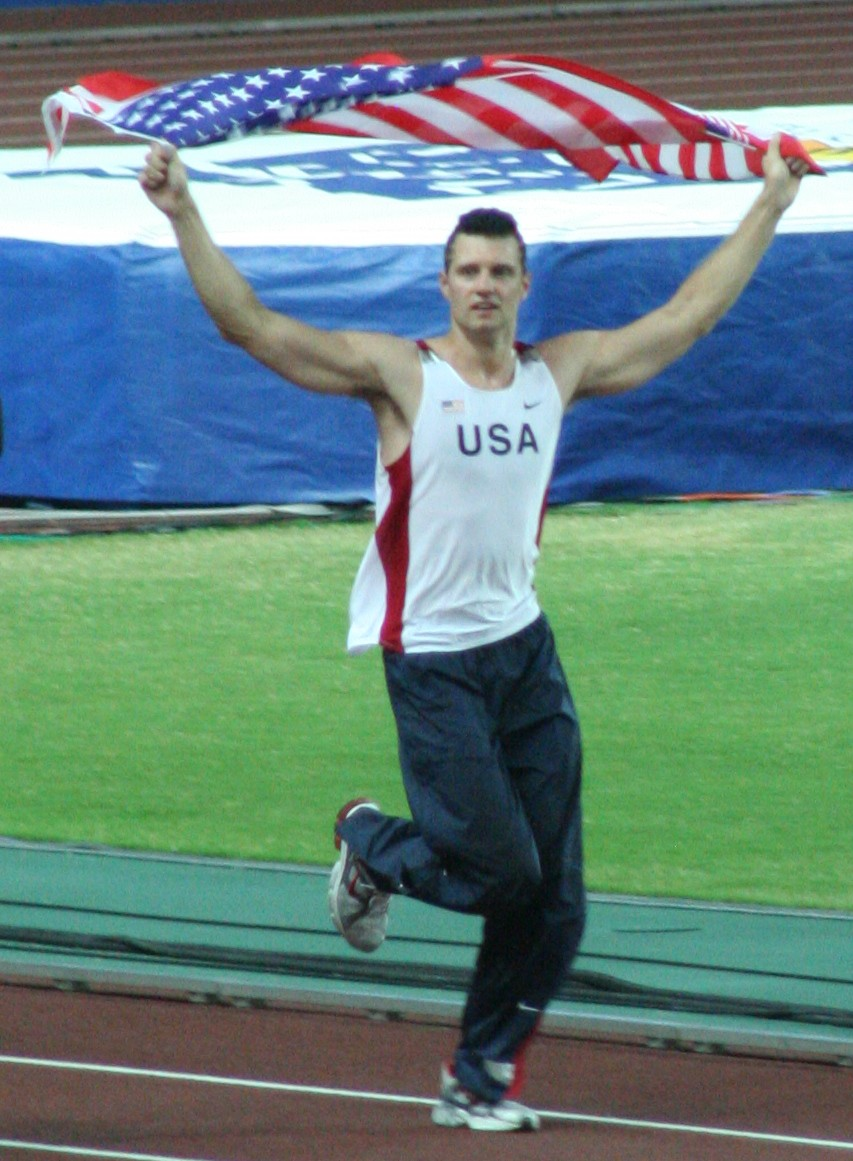
Vizeweltmeister Brad Walker
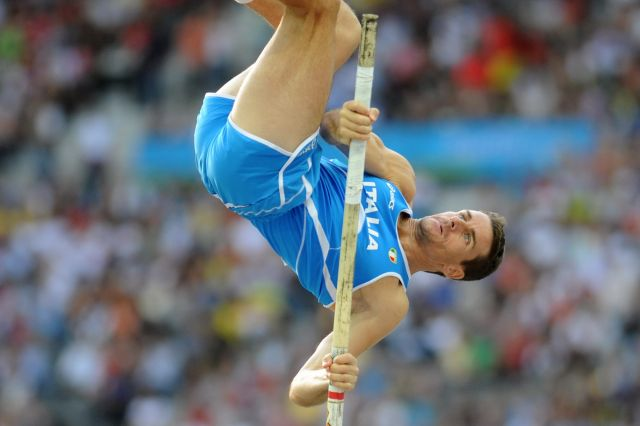
Titelverteidiger Giuseppe Gibilisco belegte den geteilten Rang fünf
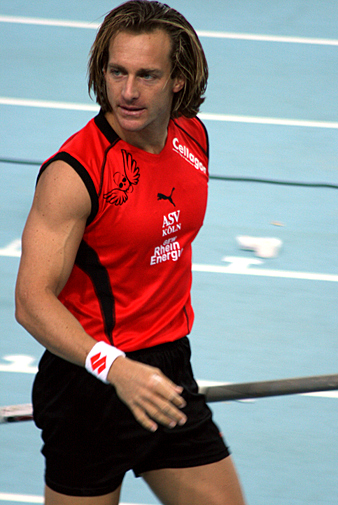
Tim Lobinger, 2002 EM-Dritter, kam auf den geteilten fünften Platz
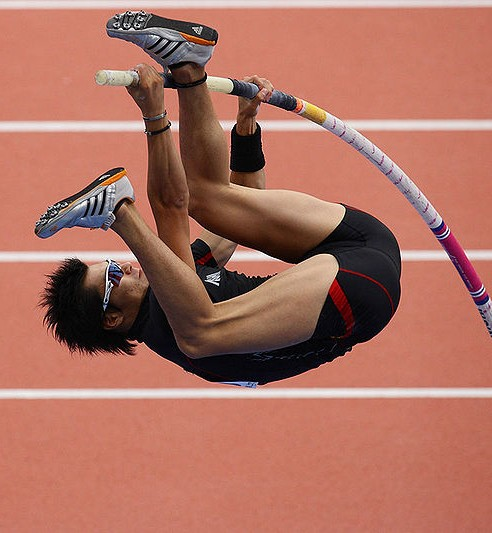
Daichi Sawano erreichte den geteilten Platz fünf
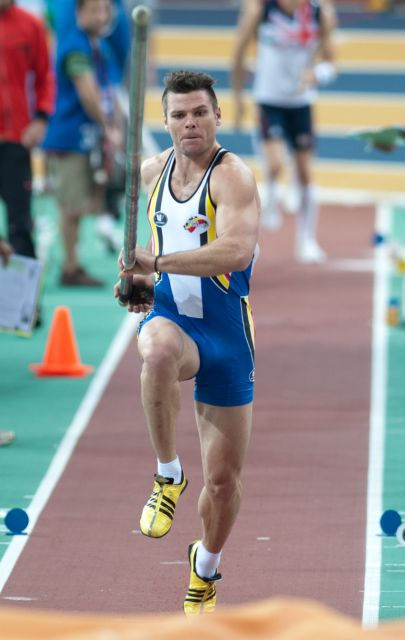
Kevin Rans wurde Zehnter
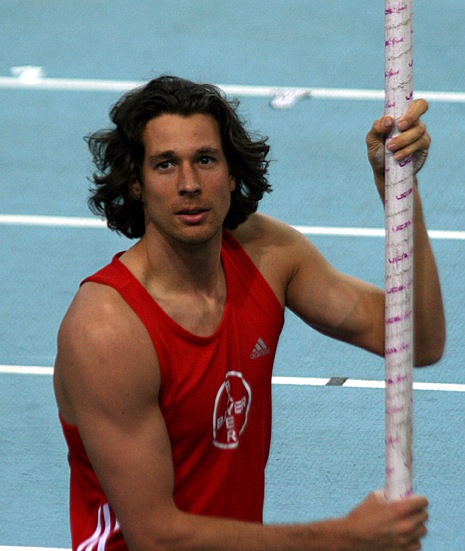
Danny Ecker blieb im Finale ohne gültigen Versuch

## Video
- 2005 World Championship Men's Pole Vault – 1st Rens Blom, youtube.com, abgerufen am 1. Oktober 2020